# رشيد بيضون
رشيد يوسف بيضون (1889 - 1971 م)، سياسي لبناني، ومؤسس حزب الطلائع في بيروت. أنشأ الكلية العاملية في العاصمة اللبنانية، شغل مناصب وزارية عدة في الحكومات اللبنانية، كما انتخب نائبا لعدة دورات في البرلمان اللبناني.

## ولادته ونشأته ودراسته
ولد في دمشق في العام 1889 ميلادي في حي بيضون في ضواحي الشام، والبعض يذهب إلى أنه ولد في بيروت من أسرة بيضون العريقة بتاريخها وعلمائها التي قدمت من الشام.
انتقلت عائلته إلى بيروت فانتقل معها وعاش في لبنان.
تلقى علومه الأولى في المدارس والكتاتيب العثمانية، ثم في مدرسة الشيخ أحمد عباس الأزهري، وفي المدرسة الأميركية في صيدا.

## عمله
- مارس الأعمال التجارية مع والده الحاج يوسف بيضون أحد كبار التجار في لبنان.
- التحق بمهنة التدريس لسنوات قليلة.
- سافر عام 1938 ميلادي إلى أفريقيا ذهب لجمع التبرعات للعاملية، فوُفِق في مهمته.

## الكلية العاملية
أنشأ مدرسة في بيروت في الثلاثينيات من القرن الماضي، أسماها الكلية العاملية، وغايتها تعليم شباب جبل عامل (في الجنوب اللبناني)، والعمل على رفع مستواهم الثقافي والاجتماعي، كما ساهم في إنشاء المؤسسة المهنية العاملية بإتفاق بين دولة ألمانيا الإتحادية (التي قدمت تبرعاً يشمل توريد تجهيزات ومعدات وإرسال مدربين ومدير للمؤسسة) ولبنان وجمعية العمل الاجتماعي على طريق مطار بيروت عام 1960.

## حزب الطلائع
استطاع رشيد بيضون أن ينسج علاقات اجتماعية مع العائلات العاملية التي نقلت نفوسها إلى بيروت. وهكذا أصبح للمهمشين في بيروت قائدا يتلمس حاجاتهم. كما افتتح عدداً من المستوصفات ليلج بعد ذلك المجال السياسي انتخب للمرة الأولى عام 1937 بعد الاستقلال للمرة الأولى نائبا في البرلمان اللبناني، كما عين وزيرا لأكثر من مرة.
كان هناك أيضا حضور سياسي في العاصمة لآل الأسعد، اتسم بالمنافسة بين آل بيضون وآل الاسعد آنذاك، فشكل رشيد بيضون حزب الطلائع، واحمد الاسعد حزب النهضة، وعكف بيضون على نقل نفوس أبناء القرى الجنوبية إلى بيروت لزيادة عدد الأصوات.
تنافس الحزبان في بيروت حتى وصل الأمر إلى الاقتتال، فاستغلت الحكومة هذه الحادثة والغت الترخيصين.

## في النيابة
- انتخب عام 1937 نائباً لأول مرة عن جنوب لبنان، وأعيد انتخابه عام 1943.
- انتخب نائباً عن بيروت لدورات: 1947، 1951، 1957، 1964.
- ترشّح للنيابة عام 1968 ميلادي، ولم يحالفه الحظ.

## في الوزارة
- عُيّن عام 1951 ميلادي وزيراً للدفاع الوطني في حكومة الرئيس عبد الله اليافي.
- عُيّن وزيراً للبريد والبرق والهاتف عام 1953 في حكومة الرئيس صائب سلام.
- عُيّن وزيراً للدفاع الوطني عام 1958 في حكومة الرئيس سامي الصلح.
- عُيّن وزيراً للعدل والبريد والبرق والهاتف عام 1968 في حكومة الرئيس عبد الله اليافي.[3]

## الأوسمة والتكريمات
يحمل رشيد يوسف بيضون أوسمة عدة منها:
- وسام الاستحقاق اللبناني الذهبي.
- وسام التربية الوطنية من الدرجة الأولى.
- وسام النضال الوطني.
- وسام جوقة الأرز من رتبة ضابط.
- الصنف الثاني من نيشان الافتخار (تونس)

## الإنتاج الشعري
أورد له كتاب «عواطف ودموع» عدد من القصائد والمقطوعات الشعرية.

## وفاته
توفي في بيروت، في 17 أيلول من العام1971 ميلادي عن عمر ناهز 82 عاماً.